# Никольская церковь (Призрен)
Никольская церковь (Церковь Святого Николая серб. Црква Светог Николе/Crkva Svetog Nikole, алб. Kisha e Shën Nikollës Tutiqëve, Тутичева церковь серб. Црква Светог Николе/Tutićeva crkva) —  храм Рашско-Призренской епархии Сербской православной церкви в городе Призрене (Косово). Она была основана 1331—1332 году сербским властелином Драгославом Тутичем и его женой Белой. Позже церковь стала метохом (перешла во владение) монастыря Высокие Дечаны. В 1990 году церковь была провозглашена памятником культуры Сербии исключительного значения. Во время беспорядков 2004 года церковь была подвергнута вандализму. В 2005 году при финансовой поддержке Европейского Союза были проведены восстановительные работы.

## Архитектура
Церковь Святого Николая — это маленькое кирпичное здание с восьмигранным куполом. Была реконструирована в конце 1970-х годов. Строительные надписи сохранились лишь частично, однако в сохранившихся летописях указано, что церковь построена в 1331—1332 годах.